# Karl Perl

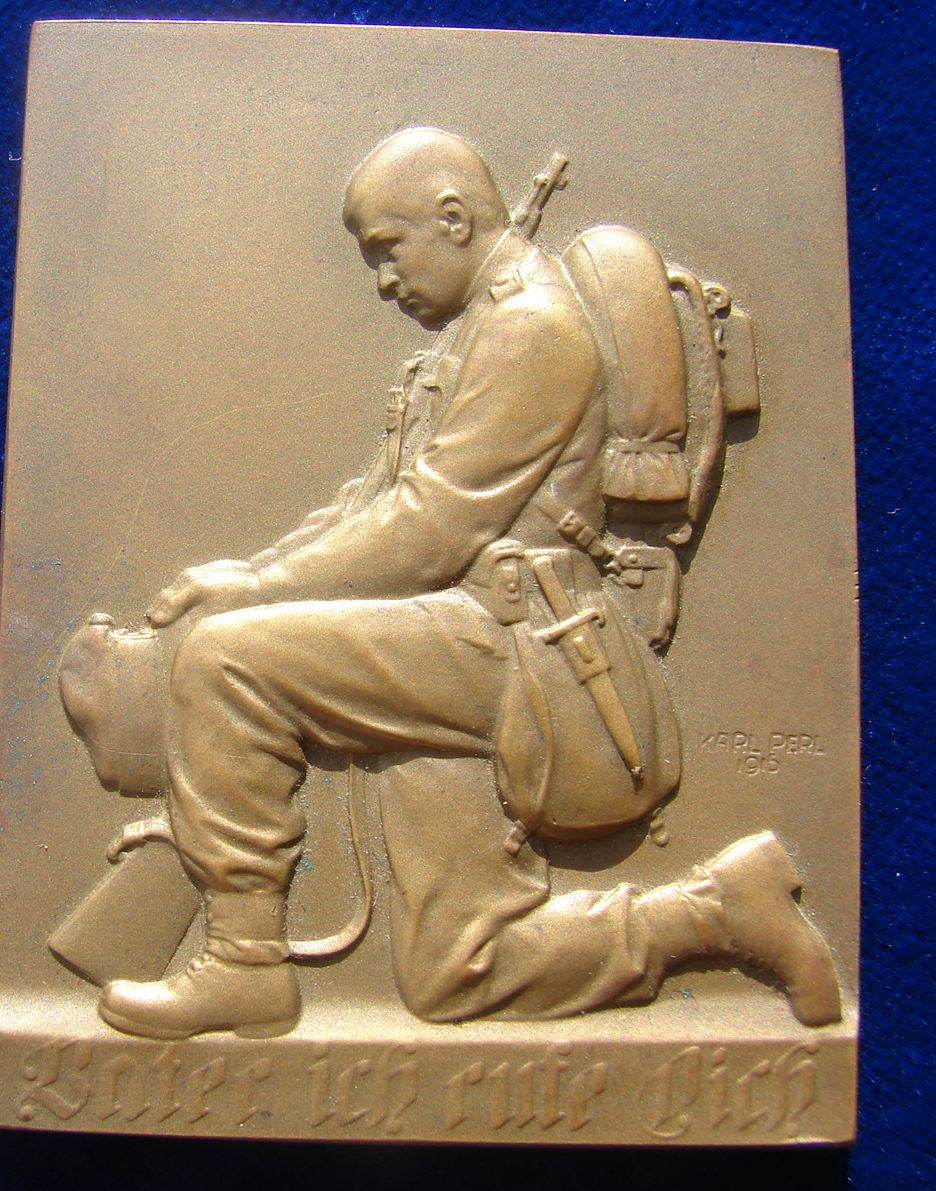
Relief Vater ich rufe dich, 1915

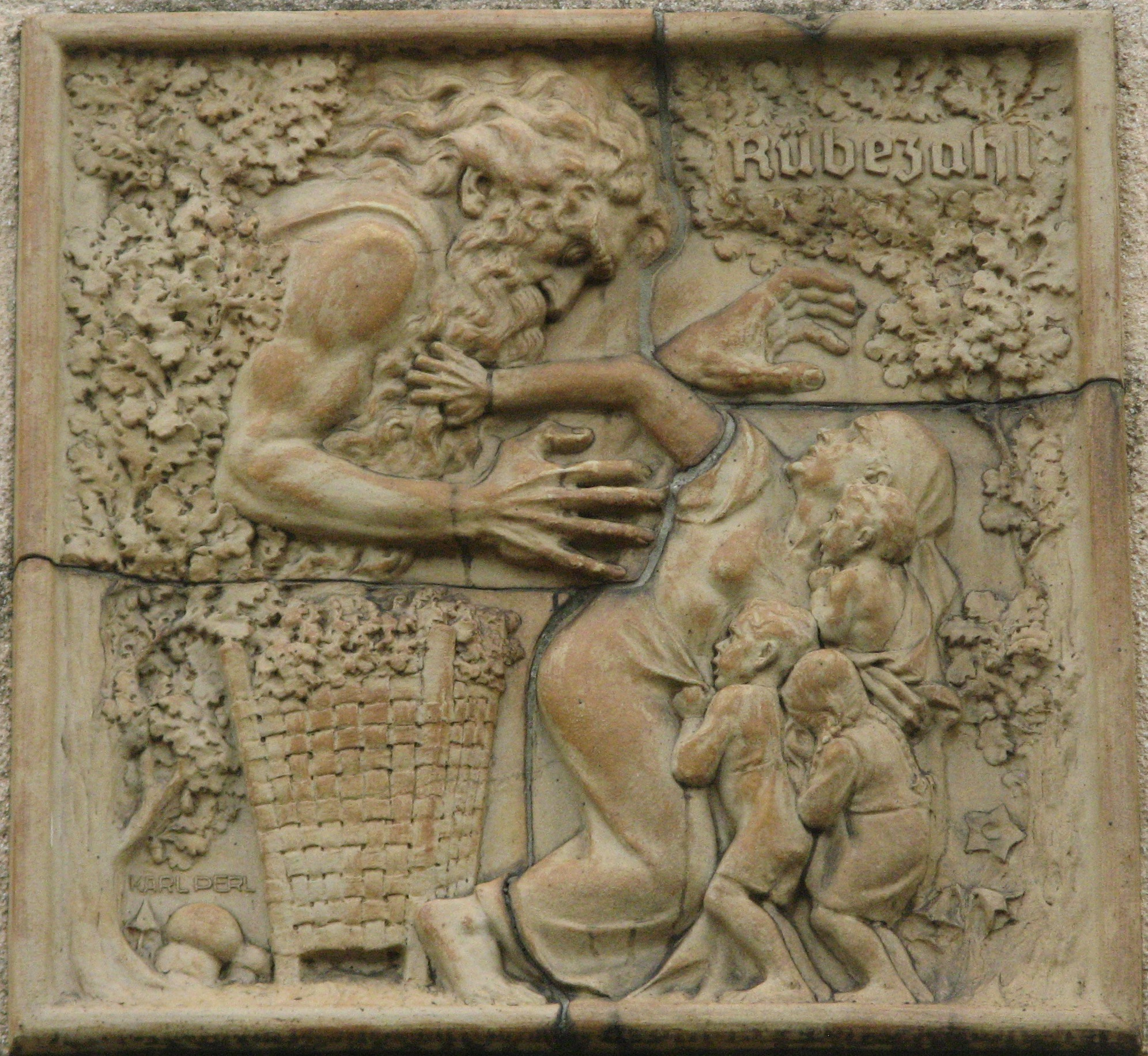
Rübezahl, um 1939, Raxstraße

Karl Perl (* 3. März 1876 in Liezen; † 2. August 1965 in Wien) war ein österreichischer Bildhauer und Medailleur.

## Leben
Der aus der Steiermark stammende Künstler wurde im Jahr 1876 am 3. März in Weissenbach bei Liezen auf Schloss Grafenegg geboren. Seine Kindheit verlebte er dort, danach in Wien und dann in Schlesien. Im angrenzenden Mähren erhielt er seine handwerkliche Ausbildung in Holzschnitzerei. Danach war er für ein Jahr Schüler an der Kunstgewerbeschule Graz. Ab 1896 war er ordentlicher Student der Bildhauerei an der Wiener Kunstakademie unter Edmund von Hellmer, Caspar von Zumbusch und Carl Kundmann. Im Jahr 1902 errang er ein dreijähriges Stipendium für seine Weiterbildung in Italien und wurde 1911 Mitglied der Gesellschaft bildender Künstler Wien. Anlässlich der Jubiläumsausstellung 1911 im Wiener Künstlerhaus wurde er mit der Kleinen Goldenen Staatsmedaille ausgezeichnet.
Im Ersten Weltkrieg war er Landsturm-Zugführer der Abteilung 2/II in Wolhynien in der Ukraine. Am 30. November 1915 urgierte die Genossenschaft der bildenden Künstler beim k.u.k. Kriegspressequartier um Aufnahme Perls in das KPQ. Zur Herstellung einer Weihnachtsplakette für die Mannschaft seiner Truppe wurde ihm bis zum 5. Dezember 1915 Dienstunterbrechung gewährt. Eine Aufnahme ins Kriegspressequartier ist hingegen nicht erfolgt.
1922 heiratete er die jüdische, aus Wien stammende Malerin Olga Perl. Im Zweiten Weltkrieg wurde Perls Wiener Atelier 1944 durch Fliegerbomben zerstört. Bei einer Weihnachtsausstellung 1940/41 stellte Perl im Wiener Künstlerhaus Silberprägungen wie Führer und Duce, Vernichtung Polens, Krieg 1939, Führermedaille; sowie in Perlmutt Frauenbildnis und Hofschauspieler Baumeister; Eisengussplaketten und Bronzeprägungen mit dem Thema Feuerwehr Wien sowie Elfenbeinarbeiten wie die Medaille Führer, München 1939, zwei Kinderbildnisse und Großdeutschland ist erstanden aus. Auch im Jahr darauf nahm Perl an der Jubiläumsausstellung im Wiener Künstlerhaus teil. In den 1930er und 1940er Jahren wurden einige dieser Arbeiten von den Städtischen Sammlungen in Wien angekauft.
In den letzten Lebensjahren wurde Karl Perl vom Künstlerhaus unterstützt. Er verstarb am 2. August 1965 in Wien und fand seine letzte Ruhestätte am Südwestfriedhof Wien (Gruppe 58, Reihe 6, Nummer 7).
Sein vielseitiges Schaffen umfasste Medaillen, Großplastiken und Grabdenkmäler.

## Werke (Auszug)
- Medaillen im Münzkabinett des kunsthistorischen Museums.[6]
- Madonna, 1930, Sanatorium Vöcklabruck
- Gedenktafel mit Relief Heldentod, im Foyer des Dorotheum, Wien
- Grabdenkmäler am Südwestfriedhof Wien und am Schladminger Friedhof
- Reliefplakette Allegorie des Krieges, 1916, Eisenguss, 22 × 1 × 31 cm, Heeresgeschichtliches Museum, Wien